# 圣埃利塞格朗 (上加龙省)
圣埃利塞格朗（法語：Saint-Élix-Séglan）是法国上加龙省的一个市镇，属于圣戈当区（Saint-Gaudens）奥里尼亚克县（Aurignac）。该市镇总面积2.86平方公里，2009年时的人口为42人。

## 人口
圣埃利塞格朗人口变化图示